# Грб Португалије
Грб Португалије је званични хералдички симбол Републике Португалије. Грб је званично усвојен 30. јуна 1911. године, заједно са републиканском заставом ове државе.

## Историјат и значење
Португалски грб је резултат готово хиљадугодишњег мењања. Почело је са плавим крстом на сребрној подлози Хенрија Бургундског, додавани су и одузимани поједини елементи, што је коначно довршено у комплексном хералдичком решењу усвојеном 1911. године. Две траке носе боје португалске заставе: црвену и зелену.

### Мали штитови и Византинци
После званичног признања Краљевине Португалије као независне земље 1143. године, сребрни византинци (византијски ковани новац) су додати на Бургундску заставу као симбол права монарха да кује новац као владар суверене државе. Током времена и услед великог динамизма средњовековне хералдике, верује се да је штит изгубио одређене елементе и изгубио облик крста. У оваквом облику га је краљ Санчо I наследио од оца, Афонса Енрикеса, без крста и са пет малих штитова на месту где су некада стајали византинци. Касније, број сребрних византинаца на сваком малом штиту је смањен са 11 на 5 од стране краља Себастијана I, а савремена објашњења их тумаче као ране Исуса Христа, али је ово врло мало вероватно.

### Замкови
Током владавине Афонса III додата је црвена ивица са златним замковима. Број замкова је варирао између 8 и 12, Афонсо IV од Португалије је број одредио на 12, а Себастијан I коначно фиксирао на седам. Претпоставља се да представљају маварске замкове које је Португал освојио током Реконкисте. Порекло им је вероватно кастиљанско, али за разлику од шпанских замкова који су обично плави и са отвореним капијама португалски су златни и са затвореним капијама.

### Армиљарна сфера
Значајан елемент португалске хералдике од 15. века, армиљарна сфера је много пута коришћена на колонијалним заставама Португалије, углавном у Бразилу. Сфера је била навигациони инструмент коришћен за рачунање раздаљина и симболише значај Португалије током времена великих географских открића, као и величину португалског колонијалног царства у време настанка Прве Републике.
Иако се обично сматра републиканским хералдичким елементом за разлику од монархистичке круне на плаво-белој застави (види Застава Португалије) неке монархистичке заставе попут заставе Уједињног краљевства Португалије, Алгарве и Бразила, већ су приказивале армиљарне сфере.